# Adonyi Természetvédelmi Terület

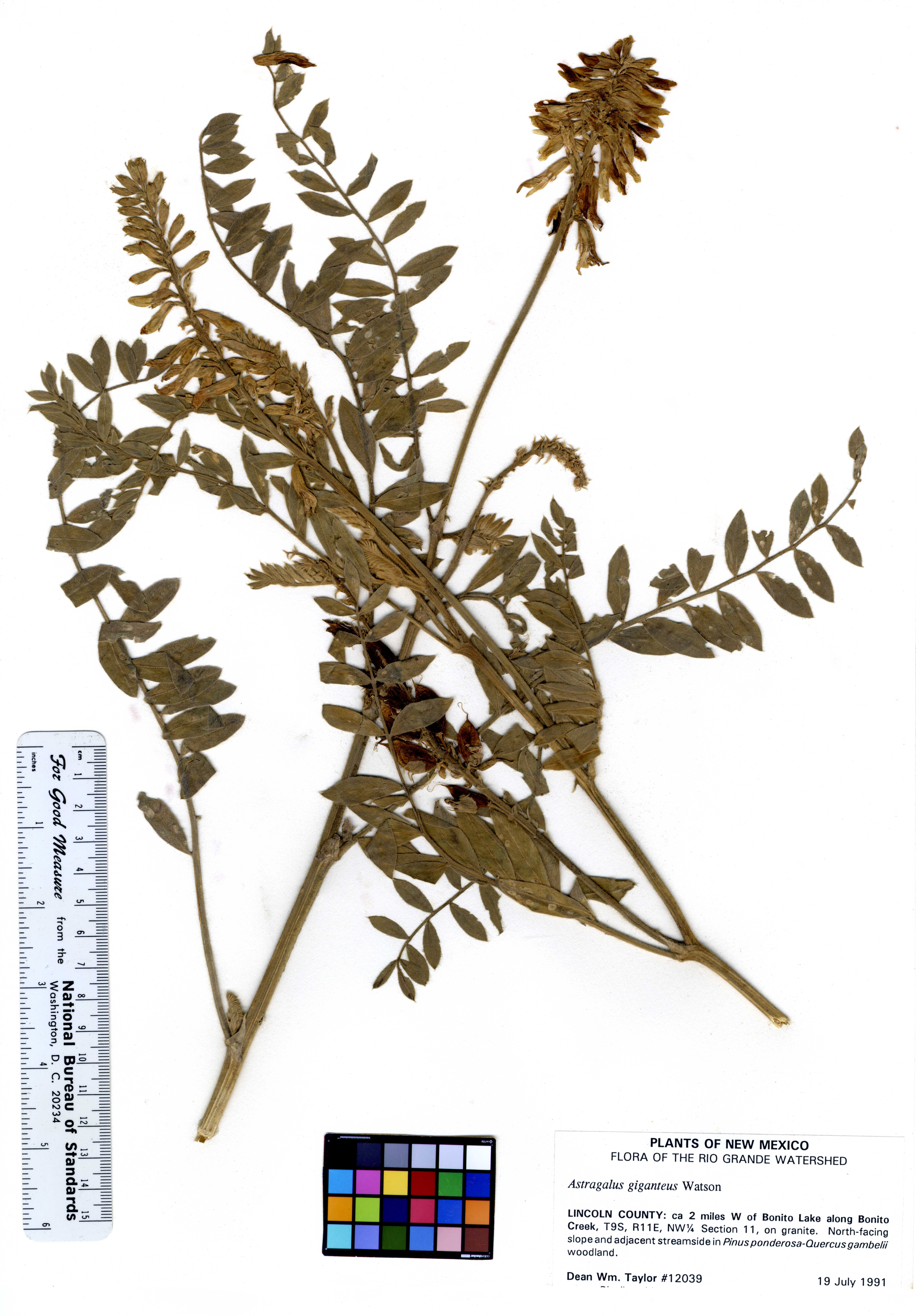
gyapjas csüdfű

Az Adonyi Természetvédelmi Területet 1987-ben nyilvánították védetté, a védett terület 1 ha kiterjedésű, és a Duna–Ipoly Nemzeti Park Igazgatósághoz tartozik.
A terület védelmének célja a hazánkban már csak néhány helyen előforduló fokozottan védett gyapjas csüdfű termőhelyének megóvása.

## A terület jellemzése

### Élőhely jellege
Geológiailag a terület a mezőföldi löszhátsághoz tartozik, állandó vagy időszakos vízfolyása nincs.

### Növényzete
A természetes növényzete valamikori, a térségre általánosan jellemző homoki és lösztölgyesekkel kevert sztyepprétek maradványa, és mint ilyen őrzője a megye középső és déli részét borító növényzetnek.
A többi védett növényfaj mellett a legnagyobb értéket a több mint 350 egyedből álló gyapjas csüdfű állomány képviseli. Ez a növény az Európai Vörös Könyvben is szereplő veszélyeztetett faj. A védetté nyilvánításkor az adonyi előfordulás volt az országban a második biztos hely.

## Külső hivatkozások
Adonyi Természetvédelmi Terület a Duna-Ipoly Nemzeti Park honlapján